# Donatus von Besançon
Donatus von Besançon  (* um 594; † nach 656 in Besançon) war der 26. Erzbischof von Besançon und wird seit dem 11. Jahrhundert als Heiliger der römisch-katholischen Kirche verehrt.

## Leben

### Herkunft und Familie
Donatus entstammte einer gallorömischen Familie im nördlichen Burgund, die insbesondere im Gebiet um Besançon begütert war und aus der die fränkische Adelssippe der Waltriche hervorging, die in den folgenden zwei Jahrhunderten zu einer der einflussreichsten Familien im Frankenreich, vor allem während der Herrschaft der Karolinger aufstieg. Er wurde dort als Sohn des Dux von Transjuranien, Waldelenus, und seiner Frau Aelia Flavia geboren. Sein jüngerer Bruder Chramnelenus wurde Nachfolger seines Vaters als Herzog von Transjuranien, seine Schwester Sirudis wirkte später als erste Äbtissin im Frauenkloster Jussamoutier zu Besançon.

### Patenschaft des Kolumban
Donatus‘ Vater war einer der frühesten und einflussreichsten Förderer des iroschottischen Missionars Kolumban, welcher entscheidend zur Christianisierung der Gebiete nördlich der Alpen beitrug – beide Männer verband zudem eine tiefe Freundschaft, wie die Vita Columbani des Jonas von Bobbio zu berichten weiß.
Nach dessen Schilderung war das herzogliche Paar lange Zeit kinderlos und daher erbat Waldelenus von Kolumban, der aufgrund seiner asketischen Lebensführung den Ruf eines mit besonderen Kräften ausgestatteten Priesters genoss, die heilkräftige Segnung von Familie und Haus. Er spendete den Segen unter der Bedingung, dass der erstgeborene Sohn der Kirche gewidmet sei – und folglich übergab Waldelenus seinen Sohn Donatus, der von Kolumban eigenhändig getauft wurde, dem Kloster Luxeuil zur Erziehung und weiteren Ausbildung.
Unter Kolumbans Abbatiat erhielt Donatus schließlich in der Abtei von Luxeuil die Weihen zum Mönch.

### Bischofsamt, Klostergründung und Regula Donati
Im Jahr 625 wurde Donatus zum sechsundzwanzigsten Erzbischof von Besançon geweiht. Den episkopalen Gepflogenheiten der damaligen Zeit folgend, gründete er in der Stadt ein Kloster unter der Ordensregel des Kolumban, welches in den zeitgenössischen Quellen lediglich als Palatium bezeichnet wurde, da es auf den Resten eines römischen Palastes erbaut worden war, und später das Patrozinium des heiligen Paulus erhielt.
Zum Gedenken an ihren verstorbenen Ehegatten gründete seine Mutter Aelia Flava an der Stelle der heutigen Kirche Notre-Dame in Besançon das Frauenkloster Jussamoutier und bestimmte ihre Tochter Sirudis zur ersten Äbtissin. Donatus schrieb eine Klosterregel für diese Stiftung, in der er Elemente aus den Ordnungen von Benedikt von Nursia, Kolumban und Caesarius von Arles kombinierte. Diese Regula Donati ist der älteste erhaltene Nachweis für die Benediktinerregel und blieb der Nachwelt textlich in Benedikt von Anianes Codex Regularum erhalten.
Urkundlich belegt ist die Teilnahme von Donatus als Erzbischof an den Synoden von Clichy (626/627), Chalon-sur-Saône (650) und Reims.
Donatus verstarb nach dem Jahr 656 und wurde in seiner Klostergründung Saint-Paul in Besançon bestattet.

## Sonstiges
Der Gedenktag für Donatus von Besançon wird von der katholischen Kirche am 7. August begangen.